# Dục Đức
Dục Đức (Huế, 23 febbraio 1852 – Huế, 6 ottobre 1883) è stato un imperatore vietnamita che regnò nel 1883 per soli tre giorni nel periodo in cui i francesi stavano portando a termine la colonizzazione del Paese.
Fu il quinto imperatore della dinastia Nguyễn e padre dell'imperatore Thành Thái, che avrebbe regnato dal 1889 al 1907.

## Biografia
Dục Đức nacque a Huế, residenza degli imperatori vietnamiti, e alla nascita fu chiamato principe Nguyễn Phúc Ưng Ái. Era figlio del principe Nguyễn Phúc Hồng Y, che era fratello dell'imperatore suo predecessore Tự Đức. Assieme ai cugini Chanh Mong (che divenne l'imperatore Đồng Khánh) e Duong Thien (imperatore Kiến Phúc), figli di un altro fratello, fu adottato da Tự Đức, che non ebbe figli propri. All'età di 17 anni prese il nome Nguyễn Phúc Ưng Chân (阮福膺禛).
Secondo alcuni storici, Tự Đức non considerava Nguyễn Phúc Ưng Chân adatto ad essere imperatore e gli preferì Kiến Phúc come suo successore, ma quando Tự Đức morì, i tre reggenti Nguyễn Văn Tường, Tôn Thất Thuyết e Tran Tien Thanh fecero salire lui sul trono su intercessione delle Tam Cung, potenti cortigiane che convinsero i reggenti a scegliere Nguyễn Phúc Ưng Chân, il quale divenne imperatore il 20 luglio 1883 con il nome regale Dục Đức.

### Regno, morte e successione
Dục Đức rimase al potere solo tre giorni e fu detronizzato e condannato a morte dagli stessi reggenti che lo avevano nominato imperatore. Le ragioni della decisione non sono chiare, secondo lo storico Pham Van Son la dissolutezza da lui mostrata durante la cerimonia di investitura mise in imbarazzo la corte e il reggente Tôn Thất Thuyết rivelò pubblicamente il volere del defunto imperatore. Fu quindi decisa la sua condanna a morte per avvelenamento per aver violato il codice da osservare nei giorni di lutto e fu fatto sotterrare in una tomba senza nome. Altri storici recenti non hanno menzionato questo episodio e hanno sostenuto che Dục Đức non fu avvelenato ma lasciato morire durante la detenzione, ipotesi più probabile in quanto visse ancora tre mesi. Un'altra ipotesi sul motivo del suo assassinio è che i tre reggenti avessero paura di essere privati da Dục Đức del potere di cui avevano goduto durante il regno del debole Tự Đức.
Mentre Dục Đức era agli arresti, i reggenti nominarono imperatore suo zio Hiệp Hòa, fratellastro di Tự Đức. Si ritiene che non scelsero uno dei suoi fratellastri per placare la reazione negativa delle cortigiane che avevano favorito la sua ascesa al trono. L'operato dei reggenti fu duramente criticato dall'alto ufficiale Phan Đình Phùng, che fu subito arrestato e degradato. Anche il regno di Hiệp Hòa fu di breve durata, e fu a sua volta deposto e condannato a morte dai reggenti. Moderni storiografi hanno sostenuto che tutti gli imperatori da Dục Đức a Bảo Đại siano stati sotto il totale controllo dei colonialisti francesi, i quali stavano portando a termine la colonizzazione del Vietnam.

## Colonizzazione francese
Dopo aver preso il controllo di Cambogia e Cocincina, nel giugno 1883 le truppe di Parigi avevano intrapreso la conquista del nord con la campagna del Tonchino. Il 20 agosto successivo sconfissero i vietnamiti nella battaglia di Thuận An alle porte di Huế e imposero alla corte vietnamita il trattato di Huế, con cui fu istituito il protettorato francese sull'Annam e sul Tonchino. I cinesi da lungo tempo avevano la suzeraineté sul Vietnam e tentarono di impedire la conquista francese; nell'agosto 1884 scoppiò la guerra franco-cinese conclusasi nell'aprile 1885 con la vittoria dei francesi, che ottennero così pieno controllo del Vietnam.

## Ascesa al trono del figlio Thành Thái e tomba di Dục Đức
Negli anni successivi si consolidò la supremazia dei colonialisti europei e nel 1887 fu istituita la colonia dell'Indocina francese. Alla corte di Huế la situazione rimase instabile e dopo la morte di Hiệp Hòa si succedettero altri quattro imperatori in sei anni, l'ultimo dei quali fu il figlio di Dục Đức Thành Thái, che ascese al trono nel 1889 quando non aveva ancora 10 anni. Rimase sul trono fino al 1907 e fece costruire a Huế in onore del padre il complesso comprendente mausolei e santuari chiamato tomba di Dục Đức (in vietnamita: 安陵 Lăng Dục Đức), che divenne la tomba di famiglia in cui furono inumate le spoglie dello stesso Thành Thái e di vari altri membri della dinastia Nguyễn.